# Lophodermium sieglingiae
Lophodermium sieglingiae är en svampart som beskrevs av Hilitzer 1929. Lophodermium sieglingiae ingår i släktet Lophodermium och familjen Rhytismataceae.  Arten är reproducerande i Sverige. Inga underarter finns listade i Catalogue of Life.